# Kovács Alajos
Kovács Alajos Ferenc (1943-tól Dolányi-Kovács) (Gyöngyöspüspöki, 1877. január 6. – Budapest, 1963. április 14.) jogász, statisztikus, demográfus, a Központi Statisztikai Hivatal elnöke 1924-től 1936-ig. A Magyar Statisztikai Társaság elnöke, az Országos Statisztikai Tanács másodelnöke, a Magyar–Német Társaság társelnöke, 1920-tól 1948-ig a Magyar Tudományos Akadémia levelező tagja.

## Pályafutása
Középiskolai tanulmányait Budán, az Ilona utcai gimnáziumban és az egri cisztercitáknál végezte, ott is érettségizett.
1898-tól a Központi Statisztikai Hivatal munkatársa. Részt vett az 1900-as és az 1910-es népszámlálások lebonyolításában, az anyag kiadásában, szerkesztésében, elemzésében. Az I. világháború utáni összeomlást követően részt vállalt a béketárgyalások előkészítésében, sőt a Magyar Békeküldöttség szakértőjeként részt is vett a tárgyalásokon Neuillyben. Az 1920-as népszámlálást Kovács Alajos irányításával folytatták le. Ugyanebben az évben a Magyar Tudományos Akadémia levelező tagjává választotta. Székfoglaló előadását „Népünk nyelvismerete” címmel tartotta. Több nemzeti statisztikai társaság (mexikói, finn) tiszteletbeli tagjává választotta.
1923-ban a Népszövetség egészségügyi osztályának tanfolyamára Genfbe küldték. 1924-ben a Hivatal aligazgatójának nevezték ki, majd Szabóky Alajos távozása után helyettes államtitkári ranggal a Hivatal igazgatója lett. 1926-ban a Ferenc József Tudományegyetem tiszteletbeli doktorává avatta. Ebben az évben választották a Nemzetközi Statisztikai Intézet rendes tagjává. A két világháború között a névmagyarosítás egyik élharcosa volt.
1930 októberében a kormányzótól megkapta a Corvin-koszorút. 1936-ig állt a KSH élén. Nyugdíjazásakor államtitkári címet kapott. Munkássága főként a demográfia területére terjedt ki. 1938-ban a bécsi döntéseknél az Imrédy-kormány statisztikai szakértője. Ő készítette elő az zsidótörvények statisztikai megalapozását. Szélsőjobboldali politikai tevékenysége miatt a népbíróság 1948-ban öt év börtönbüntetésre és teljes vagyonelkobzásra ítélte. Büntetését később két évre mérsékelték, 1950 áprilisában szabadult. Utolsó éveiben teljes visszavonultságban élt.
Dolányi-Kovács Alajos 1963. április 14-én halt meg, sírja a Farkasréti temetőben található. [1-1-48/49]

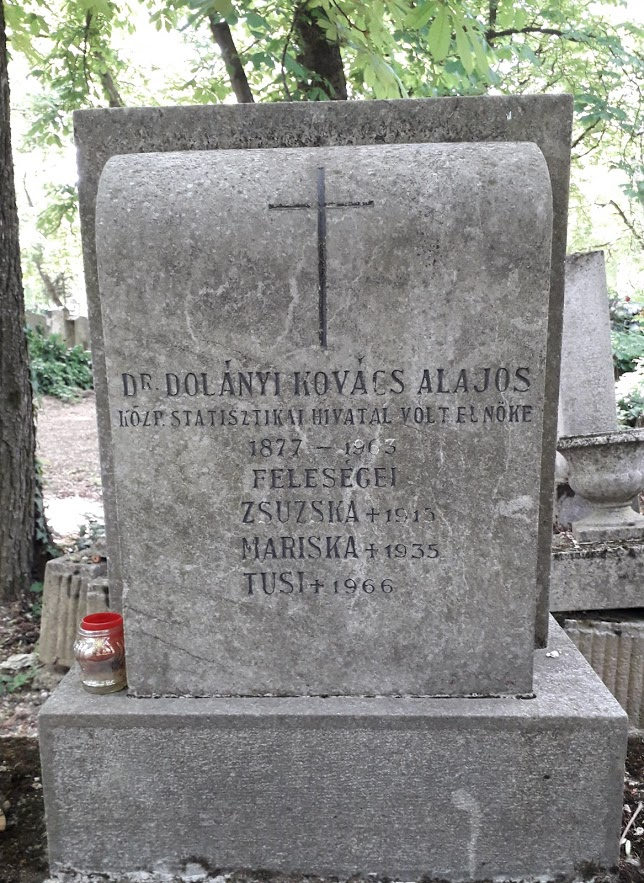

Halála után hagyatéka a Központi Statisztikai Hivatal könyvtárába került. Dr. Dolányi-Kovács Alajos három fiúgyermeke, Dolányi Tibor, dr. Dolányi Elemér és dr. Dolányi Géza kivándorolt a 2. világháború után Caracasba, Venezuelába ahol letelepedtek.

## Házasságai
Dolányi-Kovács Alajos először feleségül vette Schiller Anna Mária (Budapest, 1881. november 28.–Budapest, 1915. december 11.) kisasszonyt, Schiller János György, városi mészáros, és Preszlinger Mária lányát. Kovács Alajos és Schiller Anna házasságából születettek:
- Dolányi Lóránt
- Dolányi Tibor Jenő (Budapest, 1909. május 27. – Caracas, Venezuela, 1973. július 2.), mérnök, a Venezuelai Magyar Ház elnöke 1958. és 1959. között.[9][10] Dolicsek Kornélia (Kiskunhalas, 1912. szeptember 23. –)
- Dolányi Elemér

Kovács-Dolányi Alajos neje korai halála után, 1916. október 10.-én Budapesten elvette Szalády Mária Jozefa Stefániát (*Budapest, 1889. január 8.–†Budapest, 1935. szeptember 24.), Szalády Géza Elek Antal (Elek, Arad vármegye, 1864. november 7.-Budapest, XV. kerület, 1949. április 7.), fürdőgondnok, a Rác fürdő vendéglőjének a bérlője, és a művelt liègei születésű belga Cormann Jozefa hajadon nevelőnő törvénytelen lányát. Szalády Mária nagyszülei az ismert Szalády Antal (1832-1908), fővárosi pót- és gyógykávé gyáros és kereskedő, és csorvási Szabó Júlia (1845-1880) voltak. Kovács-Dolányi és Szalády Mária frigyéből született:
- dr. Dolányi Géza.

A második felesége halála után, Kovács Alajos 1936. március 11.-én Budapesten házasságot kötött Horányi Rozáliával (Gyömrő, 1898. június 2.–Budapest (XI. ker.), 1964. október 26.), Hornicsek János és Püpori Julianna lányával. Később Kovács Alajos elvált Horányi Rozáliától és majd 1939-ben elvette a negyedik feleségét Rákosdi Teréziát (Budapest, 1894. február 5.-Budapest, 1967. december 27.), Sweichoffer Jakab és Weisz Jozefa lányát.

## Főbb művei
- A magyar szentkorona országainak népmozgalma I–IV. (Budapest, 1905–1916)
- A magyarországi munkások morbiditása és mortalitása (Budapest, 1914)
- Magyarország népességi statisztikája (Budapest, 1920)
- A zsidóság térfoglalása Magyarországon (Budapest, 1922)[18]
- A magyar választójogi reformok számszerű hatása (Budapest, 1925)
- A nemzetiségi statisztika problémája (Magyar Statisztikai Szemle, 1929. 2. sz.)
- A népszámlálás előzetes eredményei (Budapest, 1931)[19]
- A csonkamagyarországi zsidóság a statisztika tükrében (Budapest, 1938) - Online változat
- Magyarország népe és népesedésének kérdése (Budapest, 1941)